# Jean Buridan

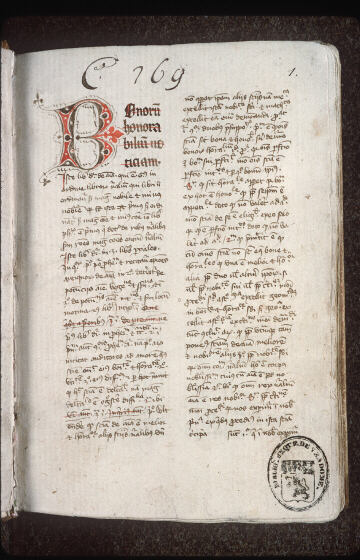
"Expositio et Quaestiones", em Aristóteles De Anima, por Johannes Buridanus, 1362

Jean Buridan (em latim: Joannes Buridanus; 1300 — 1358) foi um filósofo e religioso francês.
Embora tenha sido um dos mais famosos e influentes filósofos da Idade Média tardia, ele está hoje entre os nomes menos conhecidos do período. Uma de suas contribuições mais significativas foi desenvolver e popularizar da teoria do Ímpeto, que explicava o movimento de projéteis e objetos em queda livre. Essa teoria pavimentou o caminho para a dinâmica de Galileu e para o famoso princípio da inércia, de Isaac Newton.
A pouca atenção dada a Buridan parece estar ligada ao fato de ele ter sido um padre secular, ou seja, era um clérigo que não estava afiliado a uma Ordem religiosa. A maioria dos intelectuais da Idade Média Clássica estiveram ligados a ordens como a dos Franciscanos e Dominicanos, essas ordens sempre tenderam a preservar e cultivar a memória e os escritos de seus mestres mais ilustres - o que facilita o trabalho dos historiadores. Também ocorre o simples fato de que ainda há muito trabalho por fazer na área de estudo da filosofia medieval, muitos mestres importantes, tanto seculares quanto religiosos, ainda estão a esperar a tradução de seus trabalhos para as línguas contemporâneas.
Sobre Buridan, Pierre Duhem, historiador das ciências, comenta:
Jean Buridan teve a incrível audácia de dizer: Os movimentos dos céus estão submetidos às mesmas leis dos movimentos das coisas cá de baixo, a causa que mantém as revoluções das esferas celestes é a mesma que mantém a rotação do rebolo do ferreiro; há uma Mecânica única pela qual se regem todas as coisas criadas, a esfera do Sol e o pião que o menino põe em rotação. Jamais houve, talvez, no domínio da ciência física, revolução tão profunda, tão fecunda quanto esta. (DUHEM, Pierre. Histoire des doctrines cosmologiques de Platon à Aristote, tomo VII, pp. 328-340.)

## O asno de Buridan
O paradoxo conhecido como o asno de Buridan não foi originado pelo próprio Buridan. É encontrado na obra De Caelo, de Aristóteles, onde o autor pergunta como um cão diante de duas refeições igualmente tentadoras poderia racionalmente escolher entre elas.
Buridan em nenhum momento discute este problema específico, mas sua relevância é que ele defende um determinismo moral pelo qual, salvo por ignorância ou impedimento, um ser humano diante de cursos alternativos de ação deve sempre escolher o maior bem. Buridan defendia que a escolha devia ser adiada até que se tivesse mais informação sobre o resultado de cada ação possível. Escritores posteriores satirizaram este ponto de vista imaginando um burro que, diante de dois montes de feno igualmente acessíveis e apetitosos, deveria deter-se enquanto pondera por uma decisão.
Esta questão é motivo de reflexão até hoje, em especial por teóricos da Inteligência Artificial.